# لوک اشورث
لوک اشورث (انگلیسی: Luke Ashworth؛ زادهٔ ۴ دسامبر ۱۹۸۹) بازیکن فوتبال اهل بریتانیا است.
از باشگاه‌هایی که در آن بازی کرده‌است می‌توان به باشگاه فوتبال چستر، باشگاه فوتبال ویگان اتلتیک، باشگاه فوتبال هروگیت تاون، باشگاه فوتبال یونایتد آف منچستر، باشگاه فوتبال هالیفاکس تاون، باشگاه فوتبال روترهام یونایتد، باشگاه فوتبال هاید، و باشگاه فوتبال لیتون اورینت اشاره کرد.